# Station Exideuil-sur-Vienne
Station Exideuil-sur-Vienne is een spoorwegstation in de Franse gemeente Exideuil-sur-Vienne.